# Mauer in Neapel
Mauer in Neapel ist der Name eines Gemäldes von Thomas Jones (1742–1803) aus dem Jahr 1782. Das kleinformatige Ölgemälde auf Papier ist eine von mehreren Freilichtstudien, die zwischen 1776 und 1783 auf Jones’ Italienreise entstanden, die ihn nach Rom und Neapel führte. In Neapel fertigte Jones eine Reihe von Ansichten der Stadt vom Fenster oder Dach seiner Unterkunft aus an. 1993 wurde das Bild von der National Gallery in London erworben.

## Bildbeschreibung
Das etwa postkartengroße Bild zeigt die Außenwand eines Hauses aus gelblichen Ziegelsteinen, die nur noch teilweise vom abbröckelnden Verputz bedeckt ist. Hinter einem kleinen Balkon in der Bildmitte ist eine geschlossene Holztür zu sehen. Über dem Balkon hängen vier verschiedenfarbige Wäschestücke. Durch herabströmendes Regenwasser oder ausgegossenes Waschwasser ist die Hauswand unter der linken Seite des Balkons verfärbt. Am linken Bildrand befindet sich ein Fenster, am rechten unteren Bildrand ragt grünes Laub in das Bild hinein. Außerdem sind zahlreiche Löcher in der Wand erkennbar, die beim Bau zur Befestigung eines Gerüsts dienten. Über der Mauer am oberen Bildrand leuchtet ein schmaler Streifen blauen Himmels, der nur auf der linken Seite durch die helle Wand eines weiteren Hauses verdeckt wird. Auf dem Bild sind keine Personen zu sehen, wohl auch weil es den Ort zur Zeit der größten Mittagshitze zeigt, der Siesta, was auch am fast senkrechten Schatten unter dem Balkon zu erkennen ist. Die Hauswand ist „eine Mauer, die zum rückwärtigen Annex eines Klosters gehörte“ und die vom Fenster des Ateliers des Malers zu sehen war.

## Rezeption

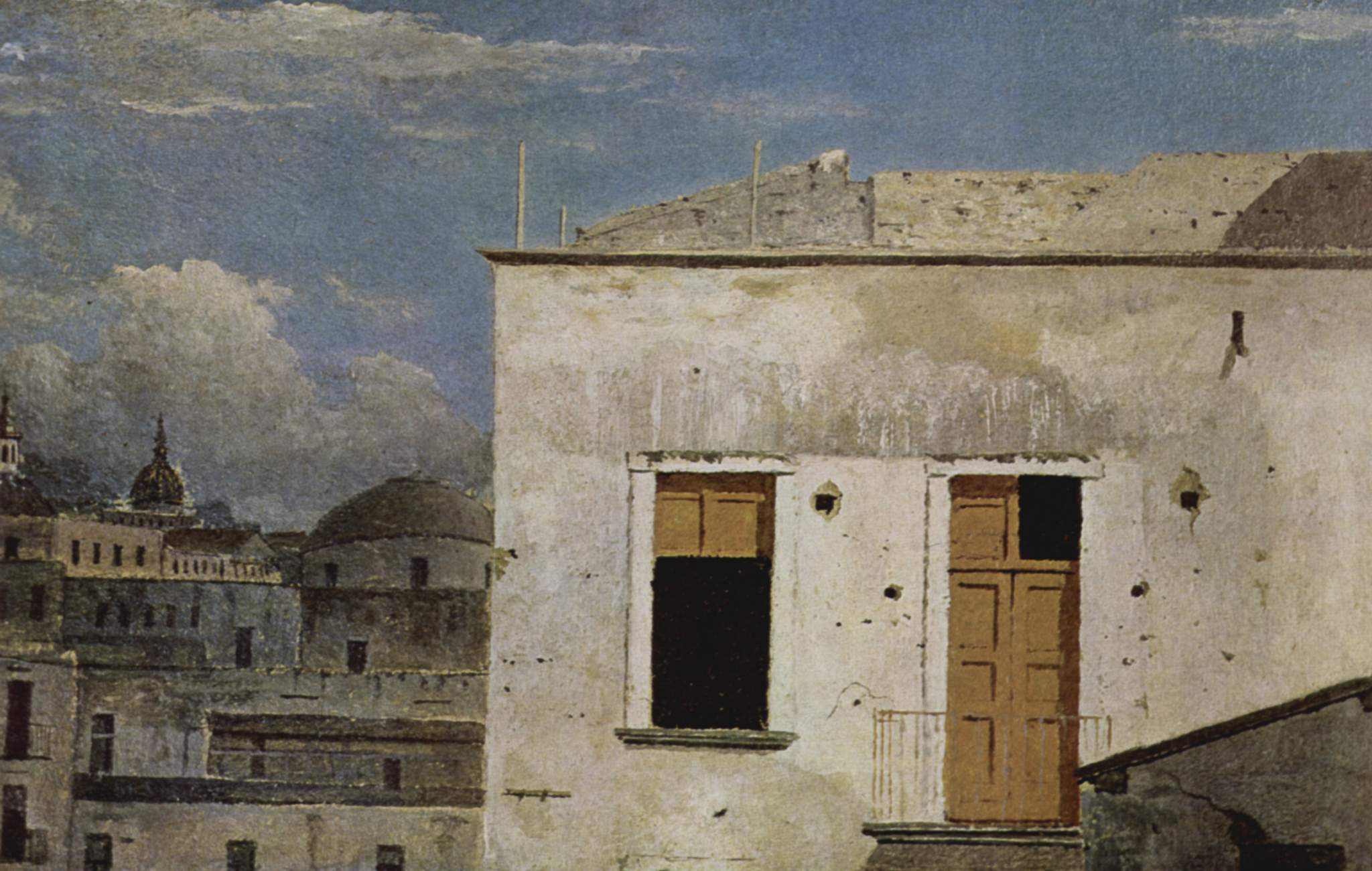
Auch Gebäude in Neapel gehört zu der Serie von Jones’ Freilichtstudien.

Jones’ Freilichtstudien aus Neapel waren bis in die Mitte des 20. Jahrhunderts unveröffentlicht im Besitz der Familie verblieben; als sie bei einer Versteigerung am 2. Juli 1954 im Auktionshaus Christie’s in einer Sammlung von 50 von Jones’ Aquarellen und Ölgemälden an die Öffentlichkeit gelangten, führte dies zu einer völligen Neubewertung seines Werkes.
Das Bild Mauer in Neapel wird aus sehr unterschiedlichen Gründen geschätzt. Einige Kritiker äußern Bewunderung für die handwerkliche Präzision des Bildes, für die von Jones bewältigten „formalen Herausforderungen“ und nicht etwa das „belanglose Motiv“. Auch die Kurzbiographie der National Gallery betont die „Genauigkeit und Unmittelbarkeit“ seiner Neapel-Bilder.

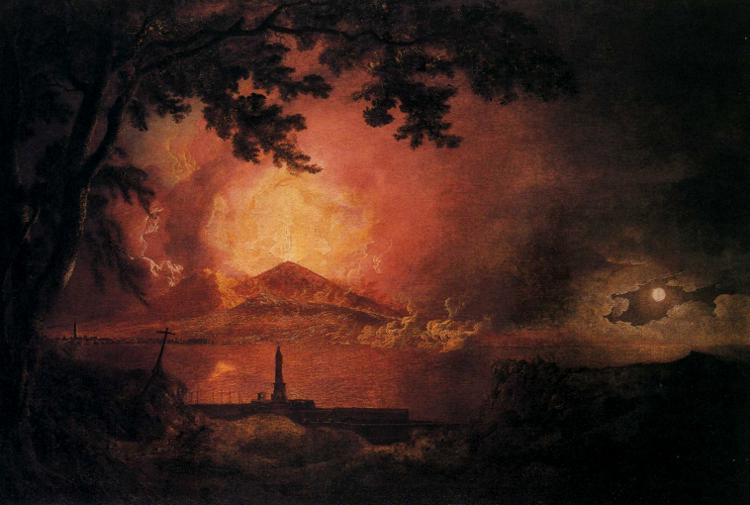
Joseph Wright of Derby hielt sich von 1773 bis 1775 in Neapel auf. Er schuf 30 dramatische Versionen des Ausbruchs des Vesuvs.

Viele Stimmen heben jedoch auch die Tatsache hervor, dass Jones mit der Wahl seines Motivs Neuland betrat. Andere Landschaftsmaler des ausgehenden 18. Jahrhunderts kamen kaum ohne bestimmte immer wiederkehrende Bildelemente (wie zum Beispiel Ruinen, Personen als Staffage) aus. Ihre Bilder lassen Erhabenheit spüren, zeigen Figuren und Situationen aus den Mythen der Antike. Neu bei Jones ist, dass er noch nie zuvor gemalte Ansichten ohne jegliche historische und mythische Anspielungen als Motiv von Landschaftsbildern wählte. Folgerichtig nennt Lawrence Gowing Jones’ Vorgehensweise „reacting against the sublime“.
In der Online-Ausgabe von The Guardian schreibt Jonathan Jones, dass Thomas Jones’ Ansichten der Stadt Neapel die gleiche kühle, stille Rätselhaftigkeit innewohne wie Bildern von Georges Seurat, Giorgio de Chirico oder Edward Hopper, die 100 oder mehr Jahre später entstanden. Sie seien eher als Stillleben denn als Landschaftsgemälde zu begreifen, denn „die Dächer und Mauern Neapels sind wie Flaschen oder Schalen für das Auge arrangiert.“
Die britische Zeitung The Independent on Sunday führt das Gemälde in ihrer Serie Art - Great works. Der Kunstkritiker Tom Lubbock hebt in seinem Artikel die verblüffende Modernität der geometrischen Anordnung und der zufälligen Auswahl eines Motivs hervor. Laut Lubbock rückt das Bild einen Anblick in den Fokus, der sich uns tagtäglich vielfach bietet, der jedoch in den seltensten Fällen unsere volle Aufmerksamkeit erhält. Auch stellt der Kritiker Überlegungen darüber an, dass eine Wand für Langeweile, den Entzug von Sinneseindrücken oder den Endpunkt auf einem (Lebens-)Weg stehen kann.